# تچام ان تویا
تچام ان تویا (انگلیسی: Tcham N'Toya؛ زادهٔ ۳ نوامبر ۱۹۸۳) بازیکن فوتبال اهل جمهوری دموکراتیک کنگو است.
از باشگاه‌هایی که در آن بازی کرده‌است می‌توان به باشگاه فوتبال یورک سیتی، باشگاه فوتبال آکسفورد یونایتد، باشگاه فوتبال چسترفیلد، باشگاه فوتبال تروا، و باشگاه فوتبال نوتس کانتی اشاره کرد.